# Hlubočky zastávka
Hlubočky zastávka – przystanek kolejowy w Hlubočkach, w kraju ołomunieckim, w Czechach przy ulicy Olomoucká 49. Znajduje się na wysokości 275 m n.p.m. i leży na linii kolejowej nr 310.